# Jerry Lawler
Jerry Lawler (Memphis (Tennessee), 29 november 1949), beter bekend als Jerry "The King" Lawler, is een Amerikaans muzikant, filmacteur, politicus en professionele worstelaar. Lawler en actief in de World Wrestling Entertainment (WWE) op WWE Raw als commentator en worstelaar. Hij is nog steeds onder contract van WWE maar is niet meer actief als commentator sinds 2020.
Lawler won tot nu toe in zijn carrière 129 titels waarvan 30 keer de American Wrestling Association Southern Heavyweight Champion.
Lawler werd opgenomen in de WWE Hall of Fame in 2007.
Op 10 september 2012 kreeg Jerry een hartaanval tijdens Monday Night Raw. Op de beelden kon je goed zien hoe Jerry raar deed. Opeens viel hij van zijn stoel, waardoor het merkwaardig was dat Jerry een hartaanval kreeg. De medische crew van WWE hebben hem direct de hulp toegediend met steun van de lokale hulpdiensten. Hij moest enkele weken revalideren. 

## Prestaties
- American Wrestling Association
  - WCWA World Heavyweight Championship (2 keer)

- NWA Mid-America - Continental Wrestling Association - Championship Wrestling Association
  - AWA Southern Heavyweight Championship (30 keer, meest regerend)
  - AWA Southern Tag Team Championship (10 keer; 2x met Gorgeous George Jr., 4x met Bill Dundee, 1x met Mongolian Stomper, 1x met Jos LeDuc, 1x met Austin Idol en 1x met Big Bubba)
  - AWA World Heavyweight Championship (1 keer)
  - AWA World Tag Team Championship (2 keer met Bill Dundee)
  - CWA Heavyweight Championship (1 keer)
  - CWA International Heavyweight Championship (3 keer)
  - CWA World Tag Team Championship (2 keer; 1x met Austin Idol en 1x met Tommy Rich)
  - CWA Lord of the Ring winner in 1988
  - NWA Mid-America Heavyweight Championship (2 keer)
  - NWA Southern Heavyweight Championship (13 keer)
  - NWA Southern Junior Heavyweight Championship (4 keer)
  - NWA Southern Tag Team Championship (8 keer; 4x met Jim White, 2x met Tojo Yamamoto, 1x met Playboy Frazier en 1x met The Scorpion)
  - NWA United States Tag Team Championship (1 keer Jackie Fargo)
  - WCWA World Heavyweight Championship (1 keer)

- Georgia Championship Wrestling
  - NWA Macon Tag Team Championship (2 keer; 1x met Mr. Wrestling II en 1x met Don Greene)

- Gulf Coast Championship Wrestling
  - NWA Tennessee Tag Team Championship (1 keer met Jim White)

- Jersey All Pro Wrestling
  - JAPW Heavyweight Championship (1 keer)

- Maryland Championship Wrestling
  - MCW Heavyweight Championship (1 keer)
  - MCW Tag Team Championship (1 keer met The Bruiser)

- Memphis Championship Wrestling
  - MCW Southern Heavyweight Championship (2 keer)

- Memphis Wrestling
  - Memphis Wrestling Southern Heavyweight Championship (2 keer)
  - Memphis Wrestling Television Championship (1 keer)

- NWA Polynesian Wrestling
  - NWA Polynesian Pacific Heavyweight Championship (1 keer)

- NWA Virginia
  - NWA All-Star Heavyweight Championship (1 keer)

- Power Pro Wrestling
  - PPW Tag Team Championship (1 keer met Bill Dundee)

- Pro Wrestling Illustrated
  - PWI Most Inspirational Wrestler of the Year (2012)

- Smoky Mountain Wrestling
  - SMW Heavyweight Championship (2 keer)

- United States Wrestling Association
  - USWA Heavyweight Championship (2 keer)
  - USWA Texas Heavyweight Championship (1 NWA Virginia)
  - USWA Unified World Heavyweight Championship (28 keer)
  - USWA World Tag Team Championship (5 NWA Virginia)

- World Class Wrestling Association
  - WCWA Texas Heavyweight Championship (1 keer)

- World Wrestling Federation/World Wrestling Entertainment/WWE
  - WWE Hall of Fame (2007)
  - Slammy Award
    - "I'm Talking and I Can't Shut Up" (1996)
    - "Most Embarrassing Moment" (1996) - Zijn eigen voet kussen
    - "WWE.com Exclusive Video of the Year" (2012) - Sprak op WWE.com over zijn miraculeuze terugkeer
    - "Comeback of the Year" (2012)